# Abul Wáfa (månkrater)

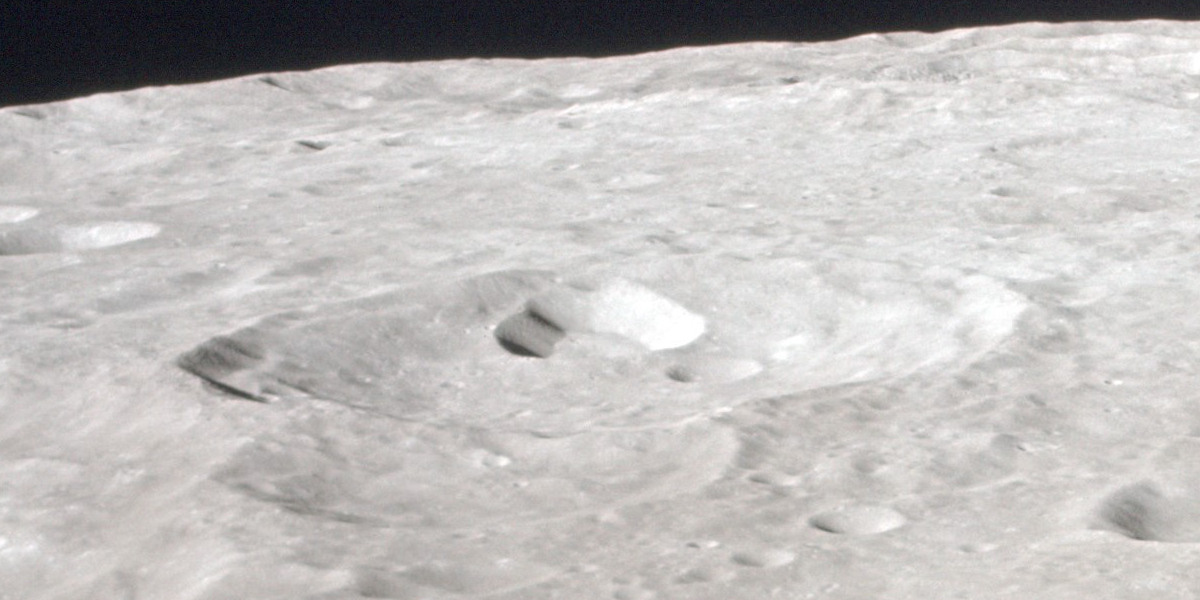
Överblick över månkratern. Fotot tagit i sned vinkel mot kratern av Apollo 12.

Abul Wáfa är en nedslagskrater som är lokaliserad nära månens ekvator på den sida av månen som alltid är vänd från jorden, månens baksida. Den blev 1970 uppkallad efter den persiska matematikern och astronomen Abu l-Wafa (Abū al-Wafā' al-Būzjānī).
Till öster om Abul Wáfa ligger kraterparet Ctesibius-Heron. I nordväst ligger den större kratern King och till sydväst finns kratern Vesalius.
Kraterns omkrets påminner om en rundad diamantform. Kraterranden och de inre väggarna är avrundade genom erosion vid nedslag, och har därför förlorat sin tydlighet. Det är klipphyllor runt det mesta av de inre väggarna och kan en gång i tiden varit terrassformade eller nedsjunkna högar av taluskon.
En liten men nämnvärd krater ligger på den inre grunden av den norra kraterkanten på Abul Wáfa. Det är även en mindre kraterformation på exteriören på den sydvästra väggen. Den yttre kraterranden är relativt fri från nedslag och den kratergolvet har endast märken av några mindre kratrar.

## Satellitkratrar
På månkartor är dessa objekt genom konvention identifierade genom att placera ut bokstaven på den sida av kraterns mittpunkt som är närmast kratern Abul Wáfa. 
| Abul Wáfa | Latitud | Longitud | Diameter |
| --------- | ------- | -------- | -------- |
| A         | 1.4° N  | 116.8° Ö | 16 km    |
| Q         | 0.2° N  | 115.7° Ö | 30 km    |